# Strada statale 39 (Serbia)
La strada statale 39 (in serbo Државни пут 39?, Državni put 39) è una strada statale della Serbia, che collega Pirot al confine montenegrino presso Čakor.

## Percorso
La strada è definita dai seguenti capisaldi d'itinerario: "Pirot - Babušnica - Vlasotince - Leskovac - Lebane - Medveđa - Priština - Peć - confine montenegrino presso Čakor".
Si noti che parte della strada corre nel territorio del Kosovo, de facto indipendente; il governo kosovaro non riconosce la numerazione stradale serba, e mantiene in uso la vecchia numerazione M-9 risalente all'epoca jugoslava.